# Mała Mędralowa
Mała Mędralowa – porośnięty lasem szczyt o wysokości 1042 m w Paśmie Mędralowej. Znajduje się w bocznym i krętym grzbiecie, który od Jałowca (Mędralowej Zachodniej) odchodzi w północno-zachodnim kierunku i poprzez Małą Mędralową (1042 m), Jaworzynę (997 m), Góra Mrowców (Kalików Groń, 916 m), Miziów Groń (874 m) i Czoło (821 m) opada do doliny rzeki Koszarawa w Przyborowie. Grzbiet ten oddziela należącą do Przyborowa dolinę potoku Przybyłka od należącej do Koszarawy doliny potoku Bystra. Północno-zachodnie stoki Małe Mędralowej opadają do przełęczy 952 m oddzielającej ją od Jaworzyny (977 m).
Według regionalizacji Polski opracowanej przez Jerzego Kondrackiego Mała Mędralowa znajduje się w Paśmie Mędralowej należącym do Beskidu Makowskiego. Na mapach i w przewodnikach turystycznych Pasmo Mędralowej zaliczane jest zazwyczaj do Beskidu Żywieckiego, w najnowszej regionalizacji z 2018 roku do Beskidu Żywiecko-Orawskiego. Znajduje się w granicach wsi Przyborów w województwie śląskim, w powiecie żywieckim, w gminie Jeleśnia.

## Szlak turystyczny
Wschodnie stoki Małej Mędralowej trawersuje zielony szlak z Przyborowa przez Jaworzynę na Mędralową Zachodnią (dojście do czerwonego Głównego Szlaku Beskidzkiego). Na wspomnianej wyżej przełęczy krzyżuje się on z czarnym szlakiem z Przełęczy Jałowieckiej do Korbielowa.
 Przyborów – Czoło – Miziów Groń – Góra Mrowców – Jaworzyna – Mędralowa Zachodnia. Czas przejścia 2:20 h, ↓ 1:45 h